# دوري المؤتمر الأوروبي
دوري المؤتمر الأوروبي أو دوري المؤتمرات الأوروبي (بالإنجليزية: UEFA Conference League) هي مسابقة سنوية جديدة لأندية كرة القدم الأوروبية، ينظمها الاتحاد الأوروبي لكرة القدم، شهدت انطلاقتها الأولى في موسم 2021–22.

## عن المسابقة
تعتبر هذه المسابقة هي الثالثة التي تنظمها اليويفا سنوياً بعد دوري أبطال أوروبا والدوري الأوروبي. وانطلقت موسم 2021-22، وهي بمثابة المستوى الأدنى لمسابقة الدوري الأوروبي؛ والذي من المقرر أن تنخفض عدد فرقه المشاركة من 48 إلى 32 فريقًا، ويبدأ من مرحلة المجموعات مباشرة دون إجراء إقصائيات.
يتم التنافس بشكل أساسي على لقب دوري المؤتمر الأوروبي من فرق الاتحادات الأعضاء في الاتحاد الأوروبي ذات التصنيف الأدنى، وتتأهل الأندية للمسابقة بناءً على أدائها في بطولات الدوري والكأس الوطنيين.

## التأسيس
منذ عام 2015 كانت هناك أخبار حول نية الاتحاد الأوروبي لكرة القدم في استحداث مسابقة من الدرجة الثالثة (بعد مسابقتي دوري أبطال أوروبا والدوري الأوروبي) اعتقاداً بأن دورة متوسطة المستوى يمكن أن تكون وسيلة لإعطاء الأندية ذات التصنيف الأدنى من الدول الأعضاء في اليويفا فرصة للتقدم إلى المراحل أخرى في المشاركات الأوروبية، حيث جرت العادة أن تخرج من مرحلة الملحق لبطولتي دوري أبطال أوروبا والدوري الأوروبي.
في منتصف عام 2018 اشتدت حدة الحديث عن هذه البطولة، وزعمت مصادر إخبارية أنه قد تم بالفعل التوصل إلى اتفاق لإطلاق المسابقة، وأن مرحلة المجموعات المكونة من 48 فريقًا سوف تقسم إلى قسمين.
في 2 ديسمبر 2018 أعلن الاتحاد الأوروبي لكرة القدم أن المنافسة (كانت تعرف حينئذ باسم الدوري الأوروبي 2) سيتم إطلاقها واستمرارها لثلاث سنوات من عام 2021 إلى 2024، ويهدف اليويفا من وراء ذلك إلى جلب المزيد من المباريات لمزيد من الأندية ولمزيد من الاتحادات.
تم الإعلان عن المسابقة بشكل رسمي في 24 سبتمبر 2019، وأطلق عليها اسم دوري المؤتمر الأوروبي (بالإنجليزية: UEFA Europa Conference League).

## نظام البطولة

### التصفيات
على غرار دوري أبطال أوروبا سيتم تقسيم التأهيل إلى دوري أوروبا للمؤتمرات إلى «مسارين» - مسار الأبطال ومسار الدوري، على عكس دوري الأبطال لن يتم التنافس على مسار الأبطال إلا من قبل الفرق التي خسرت مباريات التأهل في دوري الأبطال وبالتالي تم ترحيلها مباشرة إلى UECL.
يعتمد التأهيل على مسار الدوري على معيار تصنيف اليويفا السنوي،  سيكون لكل اتحاد 3 مقاعد، باستثناء:
- الدول في المرتبة 1 إلى 5 ، سيكون لها فريق واحد ؛
- الدول في المرتبة 6 إلى 15 ، سيكون لها فريقان ؛
- الدول في المرتبة 52 إلى 54 ، سيكون لها فريقان ؛
- الدول في المرتبة 55 ، سيكون لها فريق واحد ؛
- ليس لليختنشتاين دوري محلي وسيوفر الفائز بكأس ليختنشتاين لكرة القدم بغض النظر عن معاملته.

استنادًا إلى إعادة تنظيم كرة القدم في الاتحاد الأوروبي لكرة القدم، لن يستفيد أي اتحاد من عدد أكبر من المراسيم لكرة القدم القارية مقارنة بما كان عليه قبل دورة المنافسة 2021–24 ، مع أن البطولة هي أساسًا أقل مرتبة في بطولة أوروبا دوري الحالية ولكنها تنقسم إلى دورة ثانوية.

### مرحلة المجموعات والمرحلة الإقصائية
سيشهد نظام البطولة ثماني مجموعات من أربعة فرق، تليها الجولة 16 ، ربع النهائي، نصف النهائي والنهائي. سيتم لعب جولة خروج المغلوب إضافية قبل الجولة السادسة عشرة بين الفرق التي تحتل المرتبة الثانية في مجموعاتها وفرق التصنيف الثالث لمجموعات دوري أوروبا UEFA. ستشمل المنافسة الجديدة 141 مباراة خلال 15 أسبوعًا من المباريات.
سيحق للفائز في المسابقة الجديدة التأهل مباشرة لبطولة الدوري الأوروبي في الموسم التالي، سيتم لعب مباريات المسابقة الجديدة يوم الخميس.

### التوزيع (من 2021-2022 إلى 2023-2024)
تستند جميع أروقة التأهيل إلى افتراض افتراضي للاتحاد الأوروبي لكرة القدم (ويفا) بأن كل اتحاد سيقدم فائزًا بكأس محلي واحدًا ضمن تصفياتها المؤهلة في المرتبة الأعلى بعد مؤهلها للدخول في دوري الأبطال، وستحدد أسماء باقي المشاركين حسب موقعهم في الدوري في العام السابق. تخصص إنجلترا مكانها في التصنيف الأدنى للفائزين بمسابقات الكأس المحلية الثانية.
|                                      |                                      | فرق تدخل في هذه الجولة | فرق تقدم من الجولة السابقة                                                     | الفرق المنقولة من دوري الأبطال                            | تم نقل الفرق من الدوري الأوروبي                                           |
| ------------------------------------ | ------------------------------------ | --- | ------------------------------------------------------------------------------ | --------------------------------------------------------- | ------------------------------------------------------------------------- |
| الجولة الأولى في التصفيات (72 فريق)  | الجولة الأولى في التصفيات (72 فريق)  | - 26 فائزا بالكأس المحلي من الجمعيات 30-55 - 24 وصيف دوري محلي من الاتحادات 30-54 (باستثناء ليختنشتاين) - 22 فريقًا ثالثًا محليًا من الاتحادات 29-51 (باستثناء ليختنشتاين)                                                                        |                                                                                |                                                           |                                                                           |
| الجولة التأهيلية الثانية             | ابطال (20 فريق)                      | |                                                                                | - 20 خاسراً من دوري أبطال أوروبا في الدور التمهيدي والأولي |                                                                           |
| الجولة التأهيلية الثانية             | غير حامل اللقب (90 فريق)             | - 14 فائزا بالكأس المحلي من الجمعيات 16-29 - 14 وصيف الدوري المحلي من الجمعيات 16-29 - 16 الدوري المحلي فرق المركز الثالث من الاتحادات 13-28 - 9 الدوري المحلي فرق المركز الرابع من جمعية 7-15 - 1 الدوري المحلي فريق المركز الخامس من جمعية 6 | - 36 فائز من الجولة الأولى للتأهل                                              |                                                           |                                                                           |
| الجولة الثالثة من التصفيات           | ابطال (10 فرق)                       | | - 10 فائزين من الجولة الثانية المؤهلة للأبطال                                  |                                                           |                                                                           |
| الجولة الثالثة من التصفيات           | غير حامل اللقب (52 فريق)             | - 6 الدوري المحلي فرق المركز الثالث من الاتحادات 7-12 - 1 الدوري المحلي فريق المركز الرابع من الجمعيات 6 | - 45 فائز من الجولة الثانية التصفيات لغير الأبطال                              |                                                           |                                                                           |
| جولة فاصلة                           | ابطال (10 فرق)                       | | - 5 فائزين من الجولة الثالثة المؤهلة للأبطال                                   |                                                           | - 5 خاسرين من الدور الثالث لبطولة أوروبا دوري أبطال أوروبا                |
| جولة فاصلة                           | غير حامل اللقب (34 فريقا)            | - 4 تصفيات الدوري المحلي في المركز السادس من الاتحادات 1-4 - 1 الدوري المحلي تصفيات المركز الخامس من جمعية 5 | - 26 فائز من الجولة الثالثة التصفيات لغير الأبطال                              |                                                           | - 3 خاسرين من الدور الثالث في التصفيات المؤهلة لجامعة أوروبا لغير الأبطال |
| مرحلة المجموعات (32 فريق)            | مرحلة المجموعات (32 فريق)            | | - 5 فائزين من الجولة الفاصلة للأبطال - 17 فائزًا من جولة اللعب للأبطال          |                                                           | - 10 خاسرين من جولة دوري أوروبا                                           |
| مرحلة خروج المغلوب الأولية (16 فريق) | مرحلة خروج المغلوب الأولية (16 فريق) | | - 8 مجموعة الوصيف من مرحلة المجموعات                                           |                                                           | - 8 مجموعة فرق المركز الثالث من مرحلة المجموعات                           |
| مرحلة خروج المغلوب (16 فريق)         | مرحلة خروج المغلوب (16 فريق)         | | - 8 فائزين جماعيين من مرحلة المجموعات - 8 فائزين من مرحلة خروج المغلوب الأولية |                                                           |                                                                           |

## الشعار

2021 - 2024
2024 - مستمر

## قائمة النهائيات
| الموسم  | البلد   | البطل           | النتيجة | الوصيف     | البلد   | الملعب                  | الحضور |
| ------- | ------- | --------------- | ------- | ---------- | ------- | ----------------------- | ------ |
| 2021–22 | إيطاليا | روما            | 1–0     | فاينورد    | هولندا  | أرينا كومبتاري، تيرانا  | 19,597 |
| 2022–23 | إنجلترا | وست هام يونايتد | 2–1     | فيورنتينا  | إيطاليا | ملعب سينوبو، براغ       | 17,363 |
| 2023–24 | اليونان | أولمبياكوس      | 1–0     | فيورنتينا  | إيطاليا | ملعب آيا صوفيا، أثينا   | 26,842 |
| 2024–25 | إنجلترا | تشيلسي          | 4–1     | ريال بيتيس | إسبانيا | ملعب فروتسواف، فروتسواف | 39,754 |

## الأكثر تتويجاً

### حسب الأندية
| النادي          | عدد الألقاب | مركز الوصيف | سنوات البطولة | سنوات الوصافة |
| --------------- | ----------- | ----------- | ------------- | ------------- |
| روما            | 1           | 0           | 2022          | —             |
| وست هام يونايتد | 1           | 0           | 2023          | —             |
| أولمبياكوس      | 1           | 0           | 2024          | —             |
| تشيلسي          | 1           | 0           | 2025          | —             |
| فيورنتينا       | 0           | 2           | —             | 2023، 2024    |
| فاينورد         | 0           | 1           | —             | 2022          |
| ريال بيتيس      | 0           | 1           | —             | 2025          |

### حسب الدول
| البلد   | مرات الفوز | مرات الوصافة | الأندية الفائزة                 |
| ------- | ---------- | ------------ | ------------------------------- |
| إنجلترا | 2          | 0            | وست هام يونايتد (1)، تشيلسي (1) |
| إيطاليا | 1          | 2            | روما (1)                        |
| اليونان | 1          | 0            | أولمبياكوس (1)                  |
| هولندا  | 0          | 1            | —                               |
| إسبانيا | 0          | 1            | —                               |

## روابط خارجية
- قائمة وصول UEL2 2021–24